# باري انسوورث
باري انسوورث هو نقابي وسياسي أسترالي، ولد في 16 أبريل 1934 في دوبو في أستراليا. نشط حزبياً في حزب العمال الأسترالي. وقد انتخب عضو الجمعية التشريعية لنيو ساوث ويلز ‏ عن دائرة Electoral district of Rockdale ‏ (2 أغسطس 1986 – 3 مايو 1991) وانتخب عضو المجلس التشريعي لنيوساوث ويلز ‏ (6 نوفمبر 1978 – 15 يوليو 1986) وانتخب Premier of New South Wales ‏ (4 يوليو 1986 – 25 مارس 1988).